# Taviano
Taviano is een gemeente in de Italiaanse provincie Lecce (regio Apulië) en telt 12.632 inwoners (31-12-2004). De oppervlakte bedraagt 21,2 km², de bevolkingsdichtheid is 596 inwoners per km².
De volgende frazioni maken deel uit van de gemeente: Marina di Mancaversa.

## Demografie
Taviano telt ongeveer 4750 huishoudens. Het aantal inwoners steeg in de periode 1991-2001 met 1,5% volgens cijfers uit de tienjaarlijkse volkstellingen van ISTAT.
| Jaar | Inwoneraantal |
| ---- | ------------- |
| 1991 | 12.322        |
| 2001 | 12.506        |

## Geografie
De gemeente ligt op ongeveer 54 m boven zeeniveau.
Taviano grenst aan de volgende gemeenten: Gallipoli, Matino, Melissano, Racale.